# Jacquemart de Hesdin
Jacquemart de Hesdin, uváděný také jako Jacquemart de Odin (* kolem 1355 – 1414), byl nizozemský malíř miniatur činný ve službách burgundského vévody Jeana I. de Berry.

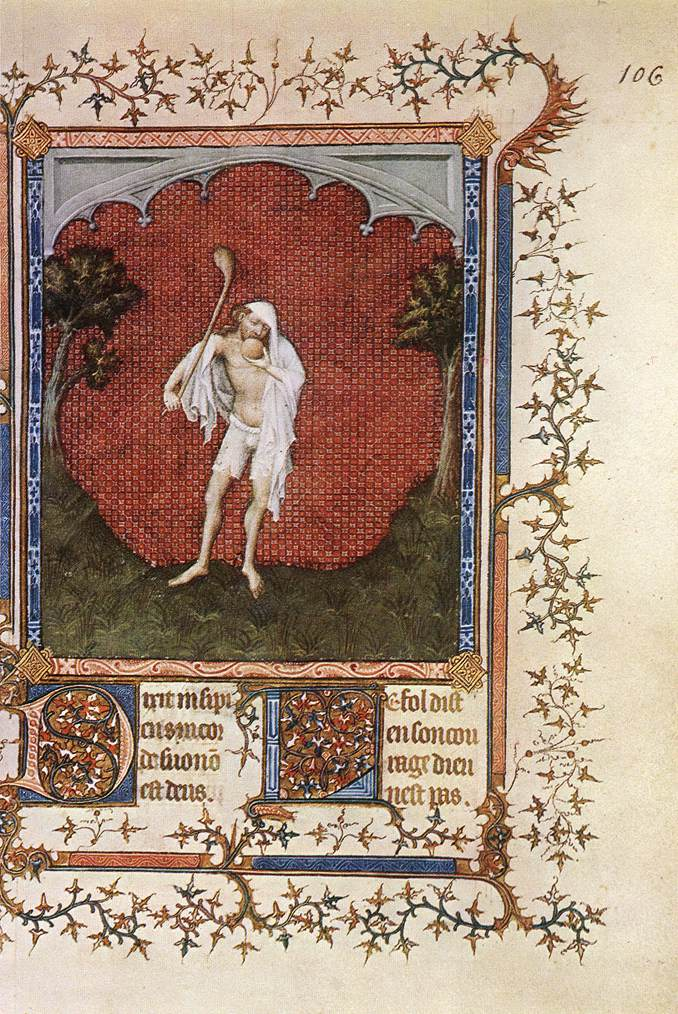
Jacquemart de Hesdin, Blázen, Psautier de Jean de Berry

## Život
Jacquemart de Hesdin odvozuje své jméno od pevnosti Hesdin v kraji Artois, který patřil původně k Flandrům a od 12. století burgundským vévodům. Jeho jediným známým patronem byl vévoda Jean I. de Berry (1340–1416), syn Jana II. Dobrého a Jitky Lucemburské, mladší bratr francouzského krále Karla V. a regent jeho syna Karla VI.

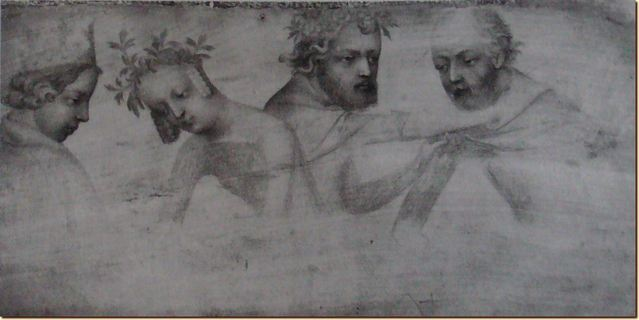
Jacquemart de Hesdin, Náčrtník Morganovy knihovny

Ve službách vévody z Berry v Bourges pracoval v letech 1384–1409 jako iluminátor rukopisů. Jeho nejznámějším dílem je kniha modliteb Přebohaté hodinky vévody z Berry (Très Belles Heures du Duc de Berry), obvykle připisovaná limburským bratrům, ale v inventáři knihovny z roku 1413 uváděná jako dílo Jacquemarta de Odin ("Unes très belles heures richement enluminées et ystoriées de la main Jacquemart de Odin") Jacquemart byl autorem celostránkových miniatur, které dnes v rukopisu chybějí. Bratři z Limburka na rukopisu pracovali po roce 1409.
Na dalších rukopisech (Petites Heures) spolupracoval s několika jinými iluminátory – bratry z Limburka, Mistrem z Boucicaut (Maître de Boucicaut) a nejméně čtyřmi anonymními malíři, z nichž jeden bývá uváděn jako Pseudo-Jacquemart. Jeho spolupracovníky byli také André Beauneveu a jeho žák Jean de Cambrai.

## Dílo

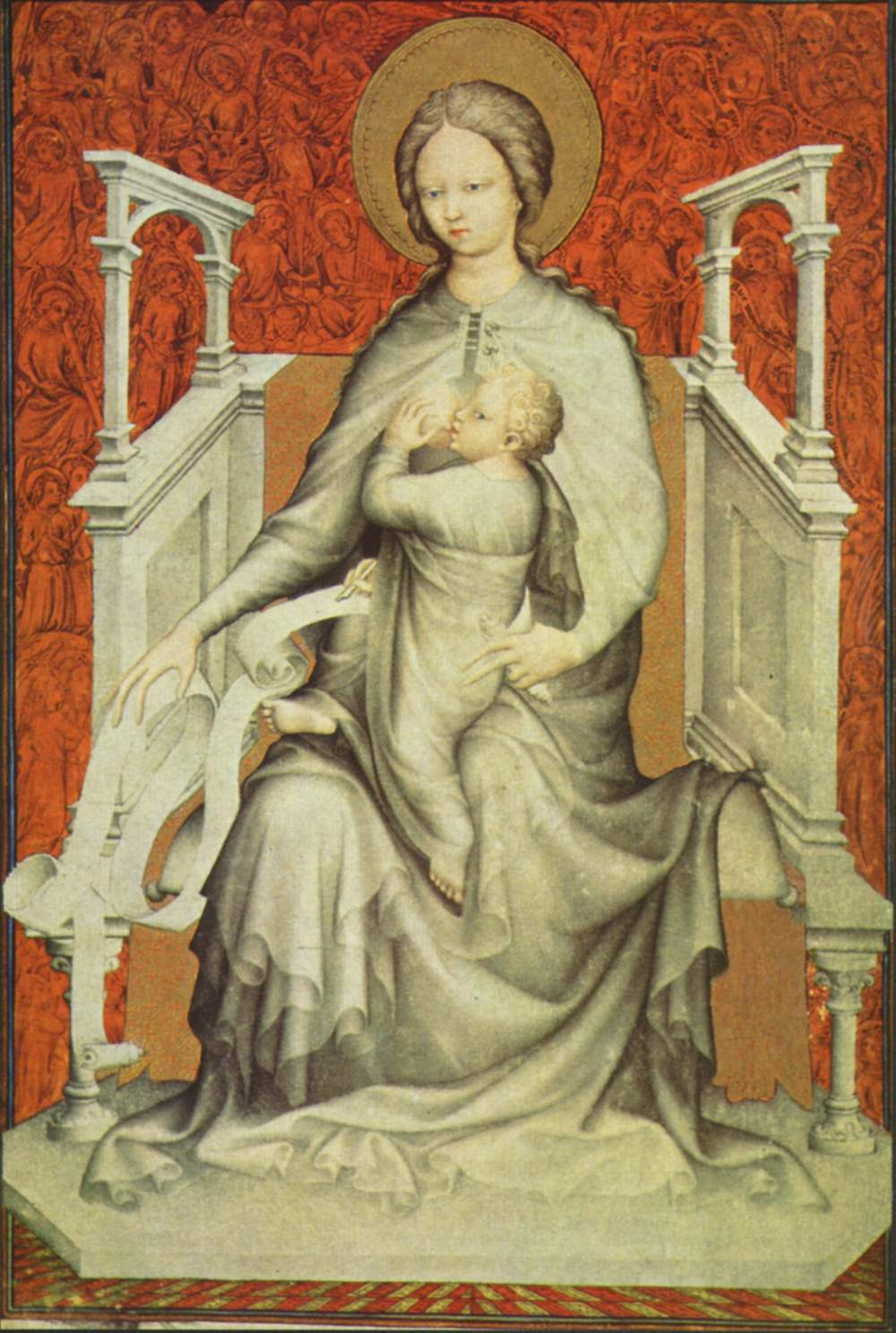
Madona, Très Belles Heures de Jean de Berry

Jacquemart de Hesdin je představitelem stylu mezinárodní gotiky. Byl ovlivněn Sienskou malbou a své figury umisťoval do složité architektury s věrohodným prostorem. Na rozdíl od idealizující malby Jeana Pucelle si osvojil naturalistické prvky nizozemského malířství. Pro jeho iluminace jsou charakteristické marginálie s listovím a zvířecími motivy.
Kromě iluminovaných rukopisů se zachovaly Jacquemartovy náčrtníky s kurtoazními výjevy, fyziognomickými studiemi hlav, znázorněním zvířat.

### Známá díla
- 1385 Les Petites Heures de Jean de Berry, Bibliothèque nationale, Paris
- 1390 Žaltář (Psautier), Bibliothèque nationale, Paris
- 1400 Très Belles Heures du Duc de Berry, Bibliothèque royale de Belgique
- 1409 Les Grandes Heures du duc de Berry, Bibliothèque nationale, Paris[3]
- Turinské hodinky (část)
- Hesdinův náčrtník
- Náčrtník Morganovy knihovny (Boxwood Sketchbook), Pierpont Morgan Library, New York
- před 1409 Nesení kříže (pergamen na plátně, 38 x 28 cm, patrně jedna z celostránkových miniatur z knihy hodinek), Musée du Louvre[4]